# غوريلويي (تامبوف)
غوريلويي (بالروسية: Горелое) هي مدينة في مقاطعة تامبوف أوبلاست في روسيا.